# Coenotephria microcyma
Coenotephria microcyma är en fjärilsart som beskrevs av Guest 1887. Coenotephria microcyma ingår i släktet Coenotephria och familjen mätare. Inga underarter finns listade i Catalogue of Life.